# Championnat national de tennis des États-Unis 1945
Pour un article plus général, voir US Open de tennis.
Résultats détaillés de l’édition 1945 du championnat de tennis US National qui est disputée du 28 août au 3 septembre 1945.

## Palmarès
| Tableau          | Vainqueurs                           | Vainqueurs | Score                | Finalistes                | Finalistes |
| ---------------- | ------------------------------------ | ---------- | -------------------- | ------------------------- | ---------- |
| Simple dames     | Sarah Palfrey Cooke                  | États-Unis | 3-6, 8-6, 6-4        | Pauline Betz              | États-Unis |
| Simple messieurs | Frank Parker                         | États-Unis | 14-12, 6-1, 6-2      | Bill Talbert              | États-Unis |
| Double dames     | Louise Brough Clapp Margaret Osborne | États-Unis | 6-3, 6-3             | Pauline Betz Doris Hart   | États-Unis |
| Double messieurs | Gardnar Mulloy Bill Talbert          | États-Unis | 12-10 8-10 12-10 6-2 | Bob Falkenburg Jack Tuero | États-Unis |
| Double mixte     | Margaret Osborne Bill Talbert        | États-Unis | 6-4, 6-4             | Doris Hart Bob Falkenburg | États-Unis |

## Simple dames
|  |               |  |   |   |   |
|  | Finale        |  |   |   |   |
|  |               |  |   |   |   |
|  |               |  |   |   |   |
|  | Sarah Palfrey |  | 3 | 8 | 6 |
|  | Sarah Palfrey |  | 3 | 8 | 6 |
|  | Pauline Betz  |  | 6 | 6 | 4 |

## Double dames
|  |                                |  |   |   |  |
|  | Finale                         |  |   |   |  |
|  |                                |  |   |   |  |
|  |                                |  |   |   |  |
|  | Louise Brough Margaret Osborne |  | 6 | 6 |  |
|  | Louise Brough Margaret Osborne |  | 6 | 6 |  |
|  | Pauline Betz Doris Hart        |  | 3 | 3 |  |

## Double mixte
|  |                               |  |   |   |  |
|  | Finale                        |  |   |   |  |
|  |                               |  |   |   |  |
|  |                               |  |   |   |  |
|  | Margaret Osborne Bill Talbert |  | 6 | 6 |  |
|  | Margaret Osborne Bill Talbert |  | 6 | 6 |  |
|  | Doris Hart Bob Falkenburg     |  | 4 | 4 |  |